# João Carlos dos Santos
João Carlos dos Santos (Sete Lagoas, 1972. szeptember 10. –) brazil válogatott labdarúgó.
A brazil válogatott tagjaként részt vett az 1999-es Copa Americán és az 1999-es konföderációs kupán.

## Statisztika
| Brazil válogatott | Brazil válogatott | Brazil válogatott |
| Időszak           | Mérk.             | gól               |
| ----------------- | ----------------- | ----------------- |
| 1999              | 10                | 1                 |
| Összesen          | 10                | 1                 |